# Лоуфань
Лоуфа́нь (кит. упр. 娄烦, пиньинь Lóufán) — уезд городского округа Тайюань провинции Шаньси (КНР).

## История
Эти места находились на стыке жительства оседлых китайцев и степных кочевников, поэтому китайские административные структуры тут то появлялись, то исчезали.
При империи Западная Хань был создан уезд Лоуфань (楼烦县), однако затем он был расформирован. При империи Западная Цзинь он был создан вновь, но при империи Северная Ци опять расформирован.
При империи Тан в 889 году уезд Лоуфань был создан опять, став знаменитым на всю страну местом разведения боевых коней.
При империи Мин уезд Лоуфань был присоединён к уезду Цзинлэ (静乐县).
В 1958 году в этих местах началось строительство ГЭС на реке Фэньхэ.
В мае 1971 года постановлением Госсовета КНР был образован уезд Лоуфань (娄烦县), вошедший в состав округа Люйлян (吕梁地区). В 1972 году уезд Лоуфань был передан под юрисдикцию властей Тайюаня.

## Административное деление
Уезд делится на 3 посёлка и 5 волостей.